# Lucio Norbano Balbo
Lucio Norbano Balbo (in latino: Lucius Norbanus Balbus; 10 a.C. circa – Roma, 24 gennaio 41?) è stato un magistrato romano, console dell'Impero romano.

## Biografia

### Origini familiari
Balbo apparteneva all'illustre gens Norbana, di origine etrusca e salita alla ribalta nel corso del I secolo a.C. Il trisavolo, Gaio Norbano, era stato il primo console della famiglia, nell'83 a.C., e si era opposto strenuamente a Silla fino alla proscrizione e al suicidio. Il bisnonno Gaio Norbano era stato tresvir monetalis nell'anno del consolato del padre, l'83 a.C. Il nonno Gaio Norbano Flacco fu un'importante sostenitore di Giulio Cesare e, in seguito, dei triumviri, che, dopo la sua nomina a pretore nel 43 a.C., lo inviarono a Filippi insieme a Lucio Decidio Saxa e otto legioni per bloccare i movimenti dei cesaricidi Bruto e Cassio: la vittoria nella battaglia di Filippi, dopo la quale Norbano difese l'accampamento di Ottaviano, gli portò grande prestigio, e Norbano divenne console nel 38 a.C., proconsole di Spagna tra 36 e 34 a.C. (al cui ritorno celebrò anche un trionfo) e proconsole d'Asia poco dopo la battaglia di Azio, cosa che lo definisce come importante fautore di Ottaviano (di cui Norbano fu collega anche come XVvir sacris faciundis). Il padre Gaio Norbano Flacco era stato console con lo stesso Augusto nel 24 a.C., a conferma della vicinanza della famiglia con il princeps, e proconsole d'Asia per l'anno 18/17 a.C. o 17/16 a.C.; inoltre, aveva sposato una figlia di Lucio Cornelio Balbo minore, di famiglia altrettanto vicina a Cesare e ad Augusto. Loro figli furono Gaio Norbano Flacco, console ordinario nel 15 insieme a Druso Cesare, Lucio Norbano Balbo e Norbana Clara.

### Carriera
Della carriera di Balbo non molto è noto. L'unica carica attestata è il suo consolato, ricoperto come consul ordinarius dal gennaio al giugno del 19 insieme all'illustre Marco Giunio Silano Torquato, marito della bisnipote di Augusto Emilia Lepida. A riguardo è però testimoniato un aneddoto peculiare: Norbano aveva una predilezione per suonare la tuba, e per festeggiare l'inizio del proprio consolato, il 1º gennaio del 19 decise di esibirsi davanti ad una grande folla di clientes raccolta davanti alla sua casa; il suono della tuba riecheggiò a tal punto che l'intera città si sgomentò, credendo che i consoli stessero suonando l'avanzata come in guerra; l'evento fu considerato un omen nefasto, e in retrospettiva si ritenne che avesse presagito la morte di Germanico nell'ottobre del medesimo anno. Inoltre, sono noti importanti provvedimenti preso da Silano e Balbo in qualità di consoli: da una parte, la lex Iunia Norbana, che introdusse la categoria di latini Iuniani per quei liberti manomessi non seguendo le direttive della lex Aelia Sentia del 4; dall'altra, il senatus consultum di Larino, che si scagliava contro i senatori e i cavalieri che sminuivano la maiestas del senato partecipando come attori a teatro o come contendenti nei giochi gladiatorii.
Sembra plausibile ipotizzare che Norbano avesse dei possedimenti a Perusia, dove è nominato un suo liberto.
Un Norbano Balbo di immensa forza fisica è infine attestato come ucciso dalle guardie del corpo germaniche che, in seguito all'assassinio di Caligola il 24 gennaio del 41, massacrarono indiscriminatamente svariate persone sul Palatino: è plausibile che si tratti del console del 19, ma è altrettanto possibile ipotizzare ad un figlio.